# Detvan (rybíz)
Detvan (Ribes rubrum 'Detvan') je ovocný keř, kultivar druhu rybíz červený  z čeledi meruzalkovité (Grossulariaceae). Plody jsou bobule, lesklé s hladkou slupkou, vhodné pro na zpracování, ale používané i ke konzumaci. Zraje na začátku července. Je řazen do botanické skupiny Ribes multiflorum.

## Historie

### Původ
Byla vypěstována v ČSSR, ve Výzkumném ústavu v Bojnicích (na Slovensku), povolena byla v roce 1985.

## Vlastnosti

### Růst
Z rozlišovacích znaků je typický list, 
Růst bujný, jako naroubovaná odrůda na meruzalce rovněž bujný. Vytváří relativně mohutné keře. Výhony silné, dobře obrůstá, zvláště na živných půdách ve vhodných podmínkách ve vlhkých oblastech. Řez snáší dobře, řez je vhodný.

### Požadavky
Je vhodná do všech podmínek v ČR, ale na chudých a suchých půdách a zvláště pokud není pravidelně řezán jsou plody menší. Dobře snáší nízké teploty v zimě.

### Plodnost
Plodí bohatě a pravidelně, ovšem později.

## Plod
Plod je kulatá červená bobule kyselé chuti s lesklou slupkou. 

## List
List je pro druh méně typický. Listy jsou ale stejně jako u jiných odrůd pětilaločné, spirálovitě uspořádané na stopkách, střídavé, zubaté, okrouhlé.

## Květy
Květy jsou nenápadné žluto-zelené, velké 4-9 mm, kvete v 7–8 cm dlouhých převislých hroznech. Kvete od dubna do května. Odrůda je převážně samosprašná.

## Choroby a škůdci
Odrůda je někdy napadána těmito škůdci a chorobami: antraknóza rybízu, virový zvrat rybízu (BRV), vlnovník rybízový Cecidophyopsis ribis, mšice rybízová. Je uváděno, že netrpí některými významnými škůdci a chorobami - padlím a rzí vejmutovkovou.

## Podnož
Vhodná podnož pro zahrádkáři užívané stromkové formy je meruzalka zlatá.

## Použití
V konzervárenském průmyslu k výrobě marmelád,šťáv  a džemů, hodí se ke zmražení. Je vhodná pro velkovýrobu. Pro svou plasticitu, zdravotní stav a dobrou plodnost je odrůda často pěstovaná.